# Eantide
Eantide (in greco antico: Αἰαντίς?, Aiantís; in latino Æantides; fl. III secolo a.C.) è stato un poeta e drammaturgo greco antico del III secolo a.C., elencato fra i sette poeti della Pleiade.

## Biografia
Non si sa quasi nulla di Eantide, tranne il nome e la sua inclusione nell'elenco dei sette poeti tragici del Canone alessandrino. Il suo nome è citato negli scolii di Efestione del grammatico bizantino Giorgio Cherobosco e negli scritti di Licofrone. Eantide è elencato fra i sette poeti tragici del Canone alessandrino (Pleiade), assieme ad Alessandro Etolo, Filico di Corcira, Licofrone, Omero di Bisanzio, Sositeo e Sosifane. Si suppone che sia vissuto, come gli altri della Pleiade, ad Alessandria durante il regno di Tolomeo II Filadelfo (284-247 a.C.) il quale cercò di far nascere ad Alessandria agoni teatrali sul modello attico, agoni teatrali, a cui Convennero poeti d'ogni parte, come descrive Teocrito nell'Encomio di Tolonteo (Id., XVII, 112-113). In un'altra lista, i nomi di Eantide e di Sosifane sono sostituiti da quelli di Dionisiade Mallote e di Eufronio Cherronesite, due poeti vissuti nel secolo successivo, all'epoca di Tolomeo IV Filopatore (221-204 a.C.).